# لويز هامبتون
لويز هامبتون (بالإنجليزية: Louise Hampton)‏ هي ممثلة بريطانية (وحملت سابقاً جنسية المملكة المتحدة لبريطانيا العظمى وأيرلندا)، ولدت في 1881 في المملكة المتحدة، وتوفيت في 11 فبراير 1954 بلندن في المملكة المتحدة.

## وصلات خارجية
- لويز هامبتون على موقع IMDb (الإنجليزية)
- لويز هامبتون على موقع قاعدة بيانات الفيلم (الإنجليزية)